# 告别薇安
《告别薇安》是安妮宝贝出版的第一本书，是她的短篇小说集。

## 历史
《告别薇安》最早由中国社会科学出版社在2000年1月出版，随后在2002年1月由南海出版公司再版。
在2008年2月，《告别薇安》以“安妮宝贝08新版”系列的名义转由北京十月文艺出版社出版。2011年8月，本书再度在北京十月文艺出版社修订出版。

## 衍生作品
2002年的时候，杭州出版社将《告别薇安》中的《告别薇安》和《七月与安生》两个故事摘取出来改编成漫画出版。
- 《告别薇安》（漫画版）：雪翎（绘），2002年8月出版。
- 《七月和安生》（漫画版）：鬼鬼（绘），2002年10月出版。

## 海外版本
- 繁体中文版：《告别薇安》台湾红色文化出版。
- 日本版：《さよなら、ビビアン》东京鹿（译），小学馆出版。